# Iarnema
Iarnema (Ярнема) est un village du nord de la Russie qui appartient au raïon de Plessetsk dans l'oblast d'Arkhangelsk. Il fait partie de la commune rurale de Yarnema de 393 habitants (en 2020) dont le centre administratif est le village d'Oulitino.

## Géographie
Le village se trouve à l'ouest de l'oblast, près du fleuve Onega. La crête dite « Ceinture de Vetreny » lui est perpendiculaire. Le village le plus proche est Kopylovka.
Il se situe à 400 km d'Arkhangelsk par la route R1 et l'autoroute de Kholmogory. Par le chemin de fer, cette distance est réduite à 200 km à partir de la gare de Berezovka.

## Histoire
Yarnema, qui se trouvait dans le raïon de Tchekouïevo, entre dans le raïon de Plessetsk en 1931. En 1987, le village sort de l'administration du raïon d'Onega. Le village connaît des travaux de restauration en 2007 et en 2011 des travaux de voirie pour la route Savinski-Yarnema-Onega.

## Rues
- Дачная, Datchnaïa (des Datchas)
- Дорожная, Dorojnaïa (de la Route)
- Онежская, Onejskaïa (d'Onega)
- Речная, Retchnaïa (de la Rivière)
- Школьная, Chkolnaïa (de l'École)

## Population
Selon le recensement fédéral de 2010, le village comptait en 2010 une population de 160 habitants.

## Transport
Le village est relié à Plessetsk par une ligne d'autocar et une ligne de taxis collectifs. 